# Kevin Coyne
Kevin Coyne (Derby, 27 januari 1944 – Neurenberg, 2 december 2004) was een Brits musicus, schrijver en schilder. Coyne nam als singer-songwriter meer dan 40, grotendeels op de blues geïnspireerde, albums op. Karakteristiek voor zijn teksten waren zijn maatschappijkritiek en Britse humor.

## Biografie

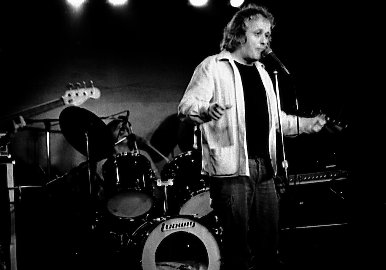
Optreden in The Edge, Toronto, 5 juni 1981

Coyne studeerde grafiek en schilderkunst aan de Joseph Wright School of Art, daarna aan de Derby College of Art. Hij werkte aanvankelijk als sociaal werker in Lancashire (tot 1968), daarna als raadsman voor drugsverslaafden. Deze periode is een belangrijke inspiratiebron geweest voor zowel zijn vroege als latere liedjes.
Vanaf 1973 volgden er acht zeer productieve jaren die begonnen bij het beroemde label Virgin. Het tweede album (na Tubular Bells van Mike Oldfield), dat Virgin uitbracht in 1973, was Marjorie Razorblade. Het leverde daarna nog tien langspeelplaten op. Vooral met Millionairs and teddy bears (1979) en Pointing the finger (1981) vergaarde hij bekendheid. Daarnaast toerde hij door Canada, Australië, de VS en Europa. Ook werkte hij in het theater met twee zelfgeschreven musicals (onder andere Babble). Hierna volgde een complete inzinking, die behalve door de hectiek van de afgelopen tijd ook te wijten zou zijn geweest aan overmatig drankgebruik. Enkele sombere albums dateren uit die periode.
In 1985 vertrok Coyne voorgoed naar Neurenberg, waar hij met de Duitse Paradise Band een nieuwe start maakte, zonder drank. Zijn carrière als schrijver, schilder en singer-songwriter bloeiden in deze periode van zijn leven.
Hij is drie keer getrouwd geweest en had drie zoons.

## Discografie
- I Want My Crown: The Anthology 1973-1980, box set - 2010
- Underground - 2006
- One Day In Chicago (met Jon Langford) - 2005
- Donut City - 2004
- Carnival - 2002
- Life is almost wonderful (met Brendan Croker) - 2002
- Room full of Fools - 2000
- Sugar Candy Taxi - 2000
- Bittersweet Lovesongs - 2000
- Live Rough and More - 1997
- Knocking On Your Brain - 1997
- The Adventures of Crazy Frank - 1995
- The Club Rondo - 1995 (met materiaal opgenomen in 1969/1971)
- Let's do it - 1994 (met materiaal opgenomen in 1969/1970)
- Rabbits - 1994 (met materiaal opgenomen in 1969/70)
- Elvira: Songs from the Archives 1979-83 - 1994
- Sign of the Times - 1994
- Tough and Sweet - 1993
- Burning Head - 1992
- Wild Tiger Love - 1991
- Peel Sessions - 1991
- Romance - Romance - 1990
- Everybody's naked - 1989
- Stumbling on to Paradise - 1987
- Rough - 1985
- Legless In Manila - 1984
- Beautiful Extremes et cetera - 1983
- Politicz - 1982
- Live in Berlin - 1981
- Pointing the Finger - 1981
- The Dandelion Years - 1981
- Sanity Stomp - 1980
- Bursting Bubbles - 1980
- Millionaires and Teddy Bears - 1979
- Babble - Songs for Lonely Lovers - 1979 (met Dagmar Krause)
- Dynamite Daze - 1978
- Beautiful Extremes - 1977
- In Living Black and White - 1977
- Heartburn- 1976
- Let's Have A Party - 1976
- Matching Head and Feet - 1975
- Blame lt On The Night - 1974
- Marjory Razorblade - 1973
- Case History - 1972
- Strange Locomotion - 1971 (met Siren)
- Siren - 1969 (met Siren)